# Thớ (toán học)
Trong Toán học, thuật ngữ thớ được hiểu theo một trong hai nghĩa tuỳ theo nội dung đang nói đến:
1. Trong Lý thuyết tập hợp, thớ của phần tử y trong tập Y dưới ánh xạ {\displaystyle f:X\rightarrow Y} là nghịch ảnh của đơn điểm {\displaystyle \{y\}} dưới f.
2. Trong Hình học đại số, thuật ngữ thớ của một cấu xạ của các lược đồ phải được định nghĩa cẩn thận, bởi không phải mọi điểm đều đóng.

## Các định nghĩa

### Thớ trong lý thuật tập hợp
Đặt f : X → Y là ánh xạ. Thớ của phần tử {\displaystyle y\in Y,} thường được ký hiệu bởi {\displaystyle f^{-1}(y),} được định nghĩa là {\displaystyle f^{-1}(y):=\{x\in X\mid f(x)=y\}.} Nghĩa là, thớ của phần tử y dưới f là tập của các phần tử trong các miền của f được ánh xạ tới y.
Nghịch ảnh hoặc tạo ảnh {\displaystyle f^{-1}(A)} tổng quát hoá khái niệm thớ cho các tập con {\displaystyle A\subseteq Y} của đối miền. Ký hiệu {\displaystyle f^{-1}(y)} vẫn được dùng khi nói đến thớ, bởi thớ của một phần tử y là tạo ảnh của đơn điểm {\displaystyle \{y\}}, như {\displaystyle f^{-1}(\{y\})}. Nghĩa là, thớ có thể được coi như một hàm từ đối miền đến  tập luỹ thừa của miền: {\displaystyle f^{-1}:Y\to {\mathcal {P}}(X),} trong khi tạo ảnh tổng quá hoá thành hàm giữa hai tập luỹ thừa: {\displaystyle f^{-1}:{\mathcal {P}}(Y)\to {\mathcal {P}}(X).}

### Thớ trong hình học đại số
Trong hình học đại số, nếu f : X → Y là cấu xạ lược đồ, thớ của điểm p của Y là tích thớ của các lược đồ
{\displaystyle X\times _{Y}\operatorname {Spec} k(p)}
với k(p) là trường thặng dư tại p.